# 24 dicembre
Il 24 dicembre è il 358º giorno del calendario gregoriano (il 359º negli anni bisestili). Mancano 7 giorni alla fine dell'anno.

## Eventi
- 502 – L'imperatore cinese Xiao Yan nomina Xiao Tong quale erede al trono
- 640 – Giovanni IV diventa papa
- 820 – L'imperatore Leone V viene assassinato nella basilica di Santa Sofia e gli succede Michele II
- 1144 – Edessa, capitale dell'omonima contea crociata, passa nelle mani di Zangi, atabeg di Mosul e Aleppo
- 1294 – Bonifacio VIII viene eletto papa dopo la rinuncia di Celestino V
- 1500
  - Conquista di Cefalonia: Consalvo di Cordova guida la vittoria ispano-veneziana contro l'Impero ottomano
  - Il Capitano generale da Mar veneziano Benedetto Pesaro conquista il Castello di San Giorgio durante la seconda guerra turco-veneziana
- 1598 – Viene registrata la maggiore piena di sempre del Tevere a Roma
- 1713 – Vittorio Amedeo II di Savoia è incoronato re di Sicilia nella cattedrale di Palermo
- 1737 –  Battaglia di Bhopal: l'Impero Maratha sconfigge le forze congiunte dell'Impero Moghul, dei Rajput di Jaipur, del Nizam di Hyderabad, e dei Nawab di Awadh e del Bengala
- 1777 – James Cook scopre Kiribati
- 1800 – Fallisce l'attentato della rue Saint-Nicaise contro Napoleone Bonaparte e sua moglie Giuseppina
- 1802 – Viene istituita la Borsa Valori di Roma
- 1814 – Viene firmato il Trattato di Gand, che pone fine alla guerra anglo-americana del 1812
- 1818 – La prima versione pubblica del canto Stille Nacht, heilige Nacht (nota in italiano come Astro del Ciel) ha luogo nella chiesa di San Nicola a Oberndorf bei Salzburg
- 1846 – L'Impero britannico acquisisce la colonia di Labuan dal Sultanato del Brunei
- 1865 – I veterani confederati Jonathan Shank e Barry Ownby fondano il Ku Klux Klan
- 1871 – L'Aida viene rappresentata per la prima volta al Teatro chediviale dell'Opera al Cairo
- 1901 – Termina il ventesimo Giubileo universale indetto da papa Leone XIII
- 1906 – Reginald Fessenden diffonde la prima trasmissione radiofonica, consistente nella lettura di una poesia, in un assolo di violino e in un breve discorso
- 1913 – 73 persone (tra cui 59 bambini) muoiono a causa di una ressa causata da falso allarme incendio durante una festa di Natale a Calumet, Michigan
- 1914 – Prima guerra mondiale: ha inizio la Tregua di Natale
- 1920 – Gabriele D'Annunzio cede alle forze armate italiane la reggenza del Carnaro a Fiume
- 1924 – L'Albania diventa una repubblica
- 1941 – Seconda guerra mondiale: Hong Kong viene occupata dall'Esercito Imperiale Giapponese
- 1942 – Seconda guerra mondiale: ad Algeri François Darlan, ammiraglio francese di Vichy, viene assassinato dal partigiano Fernand Bonnier de La Chapelle
- 1943 – Seconda guerra mondiale: il generale Dwight D. Eisenhower diventa comandante supremo degli Alleati
- 1949 – La musica di Charles Gounod viene eseguita davanti a papa Pio XII e, per l'occasione, viene munita, con il titolo Inno pontificio, di un testo in latino e di un testo in italiano
- 1951 – La Libia diventa indipendente e Idris ne diventa il nuovo re
- 1953 – A Tangiwai, nell'Isola del Nord neozelandese, un ponte ferroviario crolla durante il passaggio di un treno passeggeri, uccidendo 151 persone
- 1954 – Il Laos diventa indipendente
- 1964 – Guerra del Vietnam: i Viet Cong bombardano il Brinks Hotel a Saigon per dimostrare di essere in grado di colpire gli statunitensi nella blindata capitale del Vietnam del Sud
- 1968
  - L'equipaggio dell'Apollo 8 entra in orbita attorno alla Luna, diventando i primi esseri umani a compiere tale impresa
  - Il personale della USS Pueblo (AGER-2) viene rilasciato dalla Corea del Nord, dopo essere stato trattenuto per 11 mesi per sospetto spionaggio
- 1969 – Guerra del Biafra: le truppe nigeriane prendono militarmente Umuahia, capitale del Biafra
- 1971 – Giovanni Leone viene eletto sesto presidente della Repubblica Italiana al ventitreesimo scrutinio, con 518 voti su 1008
- 1974 – Il ciclone tropicale Tracy devasta Darwin
- 1979 – L'Unione Sovietica invade l'Afghanistan per deporre il presidente Hafizullah Amin e rimpiazzarlo con il comunista Babrak Karmal
- 1997 – Il massacro di Sid El-Antri in Algeria provoca la morte di diverse decine di persone
- 2003 – Le forze dell'ordine spagnole sventano un tentativo dell'ETA di far esplodere 50 kg di esplosivo all'interno della trafficata Stazione Chamartín di Madrid
- 2005 – Il Ciad dichiara guerra al Sudan in seguito all'attacco sudanese ad Adré
- 2008 – L'Esercito di resistenza del Signore, un gruppo armato ugandese, lancia una serie di attacchi contro la Repubblica Democratica del Congo, uccidendo più di 400 persone
- 2021 – L'esercito birmano uccide e dà fuoco ad almeno 44 civili nel villaggio di Mo So, nello Stato Kayah
- 2024 - La sonda Parker della Nasa si trova a 6,2 milioni di chilometri dalla superficie del Sole, la distanza minima mai toccata da un oggetto costruito dall’uomo, per scoprire i segreti delle tempeste solari.

## Nati
Ci sono circa 1 030 voci su persone nate il 24 dicembre; vedi la pagina Nati il 24 dicembre per un elenco descrittivo o la categoria Nati il 24 dicembre per un indice alfabetico.

## Morti
Ci sono circa 560 voci su persone morte il 24 dicembre; vedi la pagina Morti il 24 dicembre per un elenco descrittivo o la categoria Morti il 24 dicembre per un indice alfabetico.

## Feste e ricorrenze

### Civili
Nazionali:
- Libia – Festa dell'indipendenza
- Russia – Giornata d'onore militare (Assedio di Izmaïl)

### Religiose
Cristianesimo:
- Vigilia di Natale
- Santi Adamo ed Eva, protogenitori
- Santa Adela di Pfalzel, badessa benedettina
- Santi Antenati di Gesù
- San Delfino di Bordeaux, vescovo
- San Giacobbe, patriarca
- San Gregorio di Spoleto, martire
- San Iesse, patriarca, padre del re Davide
- Sant'Irmina di Oehren (o di Treviri), vergine
- San Metrobio, martire
- Santa Paola Elisabetta Cerioli, vedova, fondatrice della Congregazione della Sacra Famiglia di Bergamo
- Santa Rachele, seconda moglie di Giacobbe
- Santa Tarsilia di Roma, vergine
- Beate 6 monache mercedarie di Merriz
- Beato Bartolomeo Maria Dal Monte, sacerdote e fondatore della Pia Opera delle Missioni
- Beati Dionisio Roneo, Filippo Claro, Giulio Pons e Pietro da Valladolid, mercedari
- Beato Odoardo Focherini, laico
- Beato Pietro de Solanes, mercedario

## Altro
"24 dicembre" è anche il titolo di una pièce teatrale di Bruno Tabacchini e Ciro Villano interpretata tra gli altri da Mario Brancaccio e Antonella Elia.